# Comité européen de normalisation en électronique et en électrotechnique

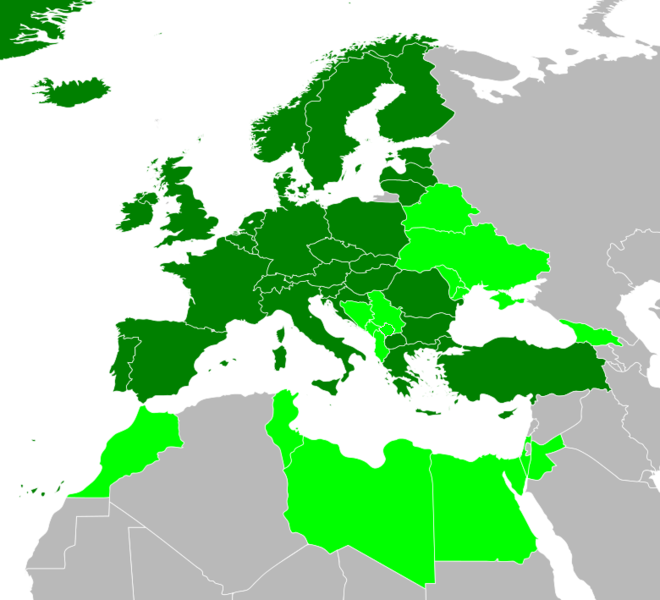
membres
affiliés

Le Comité européen de normalisation en électronique et en électrotechnique (CENELEC) est un organisme sans but lucratif composé des comités électrotechniques nationaux de 30 pays européens. En outre, 10 comités nationaux des pays voisins participent aux travaux du CENELEC avec un statut d'affiliés.
Le CENELEC a pour mission de fournir les normes électrotechniques afin d'aider le développement des services et des biens électrotechniques, électriques et électroniques sur le marché européen. Le catalogue de normes du CENELEC contient à ce jour plus de 5 000 normes qui éliminent les barrières du marché, augmentent l'interopérabilité des productions, réduisent les coûts et facilitent l'accession aux marchés. Ces normes, élaborées avec la coopération de 15 000 experts techniques, contribuent à encourager le développement technologique et à garantir la sécurité et la santé des consommateurs et des travailleurs.

## Historique
En 1959, à la suite de la signature du traité de Rome en 1957, les comités nationaux de l'IEC des pays signataires se regroupent en un seul organisme, le CENEL-COM.
Un autre regroupement, le CENEL est créé en 1960 afin de coordonner les standards électriques  de la zone de libre échange européenne. En plus des 6 membres du CENEL-COM, il inclut les 7 autres pays de l'AELE. 
Au premier janvier 1973 les deux organisations CENEL-COM et CENEL fusionnent en raison de l'entrée du Danemark, de l'Irlande et du Royaume-Uni dans la Communauté économique européenne.
En 1985, une résolution du Conseil Européen confère au CENELEC le rôle d'organe de normalisation responsable de l'harmonisation des normes électrotechniques sous le système législatif européen.
Lors de leurs assemblées générales respectives de juin 2007 à Chypre, le CENELEC et le CEN ont décidé d'un rapprochement afin de « renforcer les valeurs et les principes de la normalisation européenne, ils souhaitent constituer un système de normalisation européen ouvert, flexible, dynamique et capable de répondre aux enjeux des technologies émergentes dans un contexte de forte mondialisation ». L'accord se concrétise pour le moment par la création d'un groupe de travail pour utiliser au mieux les ressources pour produire des normes, un comité qui examinera les enjeux extérieurs et une campagne promotionnelle,.